# Stadio di Corso Marsiglia
Das Stadio di Corso Marsiglia  (auch Campo Juventus) war ein Fußballstadion in der italienischen Stadt Turin, Region Piemont.
Die Arena war nach der Straße, an der sie lag benannt, dem Corso Marsiglia (heute Via Tirreno). Sie befand sich zwischen Corso Marsiglia, Via Tripoli, Via Monfalcone und Via Ricaldone (möglicherweise Via Gradisca) in direkter Nachbarschaft zur damaligen Fiat-Zentrale.
Zu seiner Zeit zählte das Stadion zu den Modernsten Italiens und diente zwischen 1922 und 1933 Juventus Turin als Heimstätte.

## Geschichte
Das Stadio di Corso Marsiglia wurde als Ersatz für die alte Juventus-Heimat Stadio di Corso Sebastopoli geplant und entstand während der Präsidentschaft von Gino Olivetti. Es umfasste eine Fläche von etwa 40.000 m², maximal fanden etwa 25.000 Zuschauer darin Platz. Die Arena war die erste italienische Sportstätte, die komplett in Stahlbetonbauweise errichtet wurde. Neben der Geschäftsstelle des Vereins und dem Hauptstadion umfasste der Komplex auch einen 94 × 55 m großen Trainingsplatz sowie drei Tennisfelder, die von der Tennisabteilung der Juve für nationale und internationale Wettkämpfe genutzt wurden.
Der Bau begann im Jahr 1921 und wurde von der Società Spettacoli Sportivi (S.S.S.), die aus den Gesellschaftern Juventus Turins bestand, mit etwa einer Million Lire finanziert. Um den Betrieb der Spielstätte kümmerte sich die Società Spettacoli Sportivi di Corso Marsiglia. Die Eröffnung erfolgte am 19. Oktober 1922 mit dem Meisterschaftsspiel zwischen Juventus und dem FC Modena, das nach Toren von Pio Ferraris und Francesco Blando 4:0 endete. 1925 beherbergte das Stadio di Corso Marsiglia ein Länderspiel zwischen Italien und Frankreich, das sie Azzurri mit 7:0 für sich entschieden.
In den 1930er-Jahren wurde unter der Präsidentschaft von Edoardo Agnelli eine Flutlichtanlage installiert – damals ein Novum in Italien.
Juventus nutzte das Stadion bis 1933. Danach folgte der Umzug ins neu errichtete, größere Stadio Municipale „Benito Mussolini“. Am Corso Marsiglia gewann Juventus vier Scudetti – 1925/26 sowie die ersten drei Meisterschaften des Quinquennio d’Oro (1930/31, 1931/32 und 1932/33). Nach der Abwanderung der Juve diente das Stadio di Corso Marsiglia den örtlichen Rugby-Union-Teams GUF Torino und Rugby Torino als Heimstätte. 1939 wurde es abgerissen. Die Fläche wurde später dem sozialen Wohnungsbau gewidmet.

## Verweise